# Ludwig in Bayern

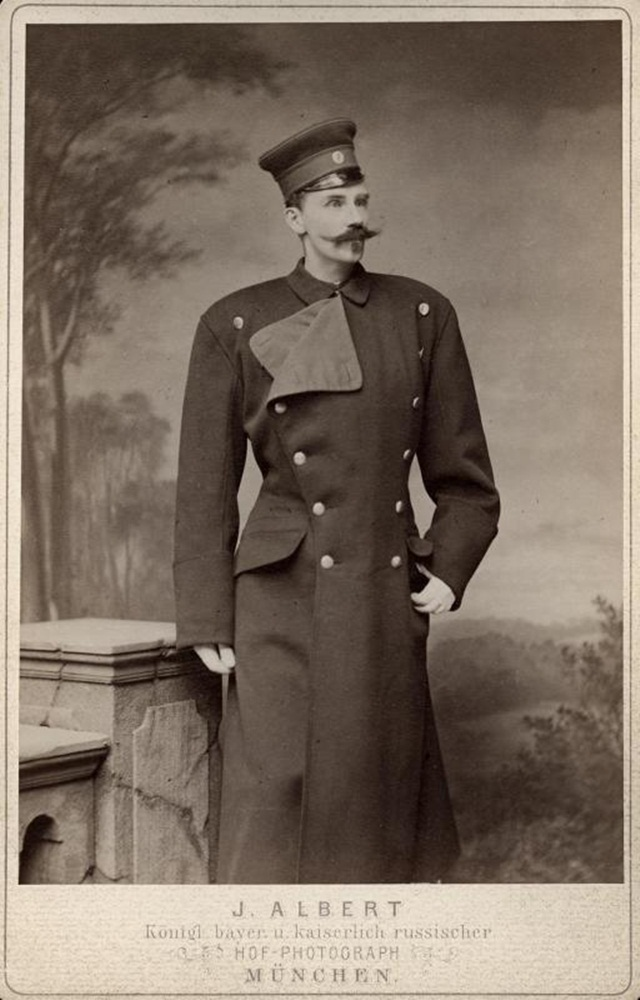
Ludwig in Bayern

Ludwig Wilhelm Herzog in Bayern (* 21. Juni 1831 in München; † 6. November 1920 ebenda) war ein bayerischer General der Kavallerie aus dem Haus der Herzöge in Bayern.

## Leben
Ludwig Wilhelm, in der Familie „Louis“ genannt, war das älteste Kind von Max und Ludovika in Bayern. Er kam am 21. Juni 1831 im Cotta-Palais in München zur Welt. Das Palais hatten seine Eltern zur Zeit seiner Geburt als Stadtpalais angemietet. Zu seinen neun Geschwistern gehörte Elisabeth (genannt „Sisi“), die spätere Kaiserin von Österreich-Ungarn.
Im Alter von zehn Jahren erhielt Ludwig den Oberleutnant Karl Graf von Spreti als Erzieher und militärischen Begleiter. Spreti und Herzog Max waren beide am Königlichen Erziehungsinstitut von Benedict von Holland erzogen worden. Spreti soll sehr streng und hart mit seinem Schützling umgegangen sein. Herzogin Ludovika misstraute Spretis Erziehungsmethoden und wollte ihren Sohn nicht lange mit ihm allein lassen. In der Familie führte man später das scheue Wesen des Herzogs teilweise auf Spretis harte Erziehung zurück, so erinnert sich seine Nichte Amalie. Nachdem Spreti von seinen Aufgaben entbunden worden war, schickte Herzogin Ludovika ihren ältesten Sohn zur weiteren Erziehung an den sächsischen Hof, wo Prinz Johann von Sachsen, der mit einer älteren Schwester Ludovikas verheiratet war, ihn unter seine Fittiche nahm.
1859 verzichtete er auf sein Erstgeborenenrecht, um die bürgerliche Schauspielerin Henriette Mendel und spätere Freifrau von Wallersee in morganatischer Ehe zu heiraten.
Er durchlief eine Militärkarriere in der Bayerischen Armee, war dort u. a. als Major im 1. Chevaulegers-Regiment und stieg bis Juli 1883 zum General der Kavallerie auf.
Im November 1920 starb Ludwig nach einer Herzlähmung. Er wurde auf dem Münchner Ostfriedhof (Grab M-li-251/253) begraben.

### Familie

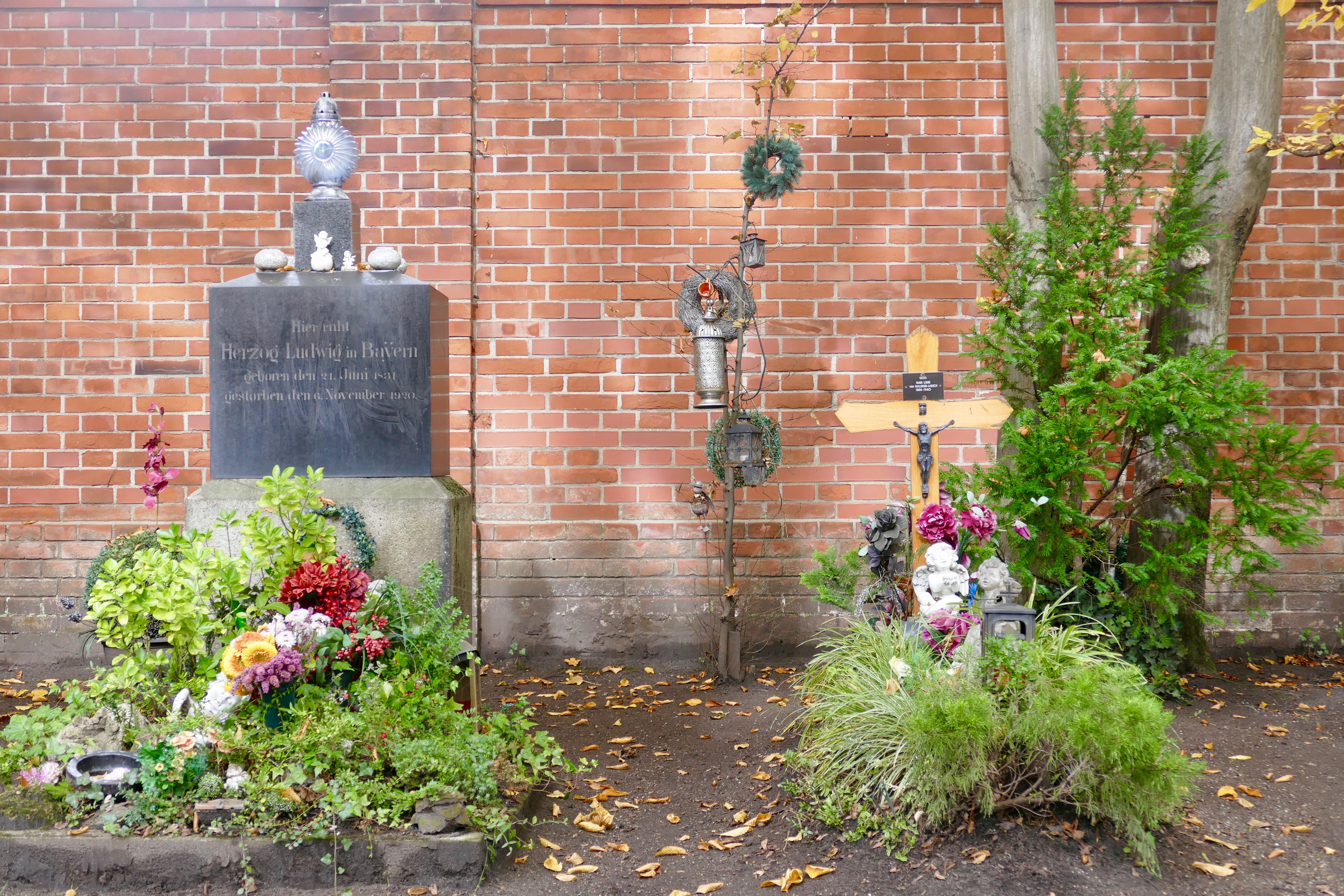
Grab neben seiner Tochter Marie Louise Mendel

Ludwig wurde 1858 Vater einer Tochter, Marie Louise Mendel (1858–1940), die später als Marie Louise von Larisch-Wallersee und „jene Gräfin Larisch“ vor allem wegen ihrer unfreiwilligen Beteiligung im Vorfeld der Tragödie von Mayerling in die Geschichtsbücher einging. 1859 kam Karl Emanuel (*/† 1859) zur Welt, der aber mit nur knapp drei Monaten starb.
Nachdem seine Frau Henriette im Jahre 1891 gestorben war, heiratete Ludwig ein Jahr später noch ein weiteres Mal. Die Ehe mit der Schauspielerin Antonie Barth wurde 1913 geschieden.

## Film
- Sisis berühmte Geschwister. BR-Dokumentation von Bernhard Graf, 2016.